# Гунько Василь Володимирович
Василь Володимирович Гунько (нар. 13 січня 1956, смт Ягідне, Магаданська область, СРСР) — радянський футболіст, захисник.
Розпочинав в команді "Шахтар" (Червонград).
Вперше зіграв за «Карпати» (Львів) 27 березня 1979 року у матчі проти ашхабадського «Колхозчі». Пізніше виступав за «Металіст» (Харків), «СКА-Карпати» (Львів), «Прикарпаття» (Івано-Франківськ).
Нині тренер ФК «Водник» (Львів).